# Maria Gromova
Maria Igorevna Gromova (ryska: Мария Игоревна Громова), född den 20 juli 1984 i Moskva i Ryska SFSR i Sovjetunionen (nu Ryssland), är en rysk konstsimmare.
Hon tog OS-guld i lagtävlingen i konstsim i samband med de olympiska konstsimstävlingarna 2004 i Aten.
Hon tog därefter OS-guld i lagtävlingen i konstsim i samband med de olympiska konstsimstävlingarna 2008 i Peking.
Hon tog OS-guld igen i samma gren i samband med de olympiska konstsimstävlingarna 2012 i London.